# رئیس دفاع دانمارک
رئیس دفاع دانمارک (انگلیسی: Chief of Defence) ارشدترین جایگاه نظامی در مجموعه نیروهای دفاعی دانمارک است، که در سال ۱۹۵۰ تشکیل شد. هم‌اکنون ارتشبد فلمینگ لنفر ریاست دفاع دانمارک را برعهده دارد.